# Rabobank
|  | Per a altres significats, vegeu «Rabobank (equip de ciclisme)». |

Rabobank (Coöperatieve Centrale Raiffeisen-Boerenleenbank B. A.) és un banc neerlandès que consisteix en 141 cooperatives que tenen totes la seva pròpia llicència del Banc dels Països Baixos. Rabobank forma part del Group Rabobank i es designa a si mateix com el més gran proveïdor de serveis financers dels Països Baixos.
El 2010, els 143 Rabobanks locals comptaven amb 911 oficines i 2.963 caixers automàtics, amb un personal de 27.400 treballadors. Les cooperatives Rabobank locals tenen uns deu milions de clients, dels quals 1,8 milions són clients de Rabobank mateix.